# Antoniuskapelle (Andelsbuch-Ruhmanen)

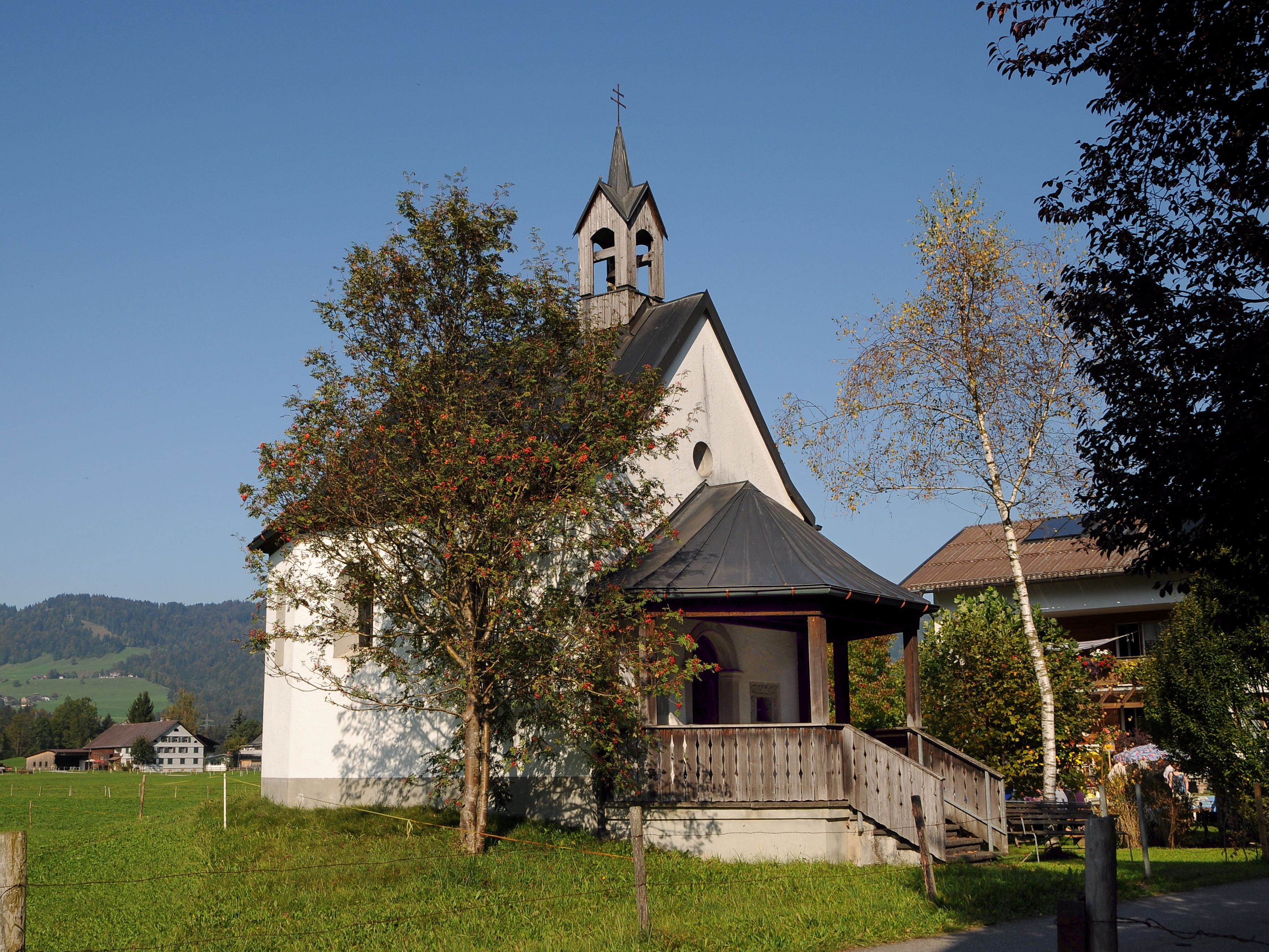
Antoniuskapelle in Ruhmanen

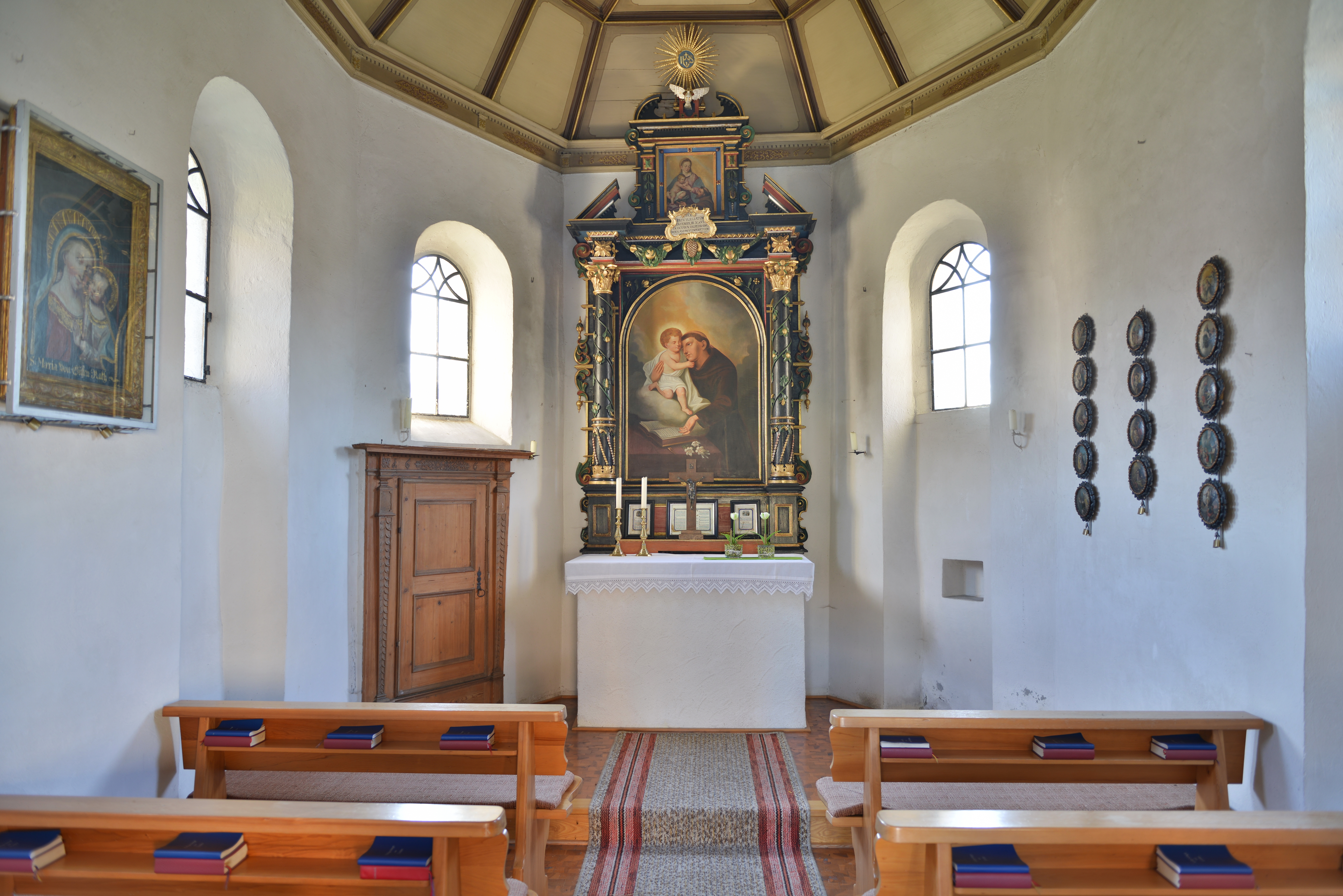
Innenansicht

Die Antoniuskapelle ist eine kleine Kapelle im Ortsteil Ruhmanen der Bregenzerwälder Gemeinde Andelsbuch im Vorarlberger Bezirk Bregenz. Die 1663 errichtete Kapelle ist dem heiligen Antonius geweiht. Das Bauwerk steht unter Denkmalschutz (Listeneintrag).

## Geschichte
Die Kapelle wurde 1663 von dem Chirurgen Johann Fetz gestiftet und im Jahr 1664 eingeweiht.

## Architektur und Ausstattung
Die Kapelle ist ein schlichter Bau mit polygonalem Schluss und einem hölzernen Dachreiter. In der Westfassade sind an beiden Seiten des rundbogigen Steinportals zwei kleine Rechteckfenster in Steingewänden eingelassen. Diese Steinrahmen sind mit Ranken und Inschriften aus dem 17. Jahrhundert ornamental dekoriert.
Die Kassettendecke im Inneren weist noch die originale Polychromierung aus der Erbauungszeit auf. Der Altar mit Weinranken verzierten Säulen und gesprengtem Giebel stammt ebenfalls aus dem Jahr 1664. Das Altarbild aus dem 19. Jahrhundert zeigt den heiligen Antonius, das Aufsatzbild aus dem 17. Jahrhundert darüber „Maria mit dem Kind“. Der Altaraufbau ist schwarz, gold und grün gefasst. Der Sakristeikasten von 1664 ist links vom Altar in die Wand eingelassen.
An der Südwand hängen 14 runde, reich gerahmte kleine Bilder aus dem 17. Jahrhundert. Sie zeigen Szenen der „Passion Christi“ und aus dem Leben Mariens. An der nördlichen Kapellenwand hängt das Bild „Maria vom Guten Rat“. Es wurde im späten 18. Jahrhundert von Johann Wagner gemalt.